# Joe Preston
Pour les articles homonymes, voir Preston.
Joseph (Joe) Preston (né le 14 juin 1955 à Chatham, Ontario) est un restaurateur et homme politique canadien. Député à la Chambre des communes du Canada, il a représenté la circonscription ontarienne de Elgin—Middlesex—London sous la bannière du Parti conservateur du Canada.

## Biographie
Il a été élu pour la première fois en 2004 et a été réélu aux élections de 2006, 2008 et 2011. Le 30 juin 2014, il annonce qu'il ne sollicitera pas de 5e mandat lors de la prochaine élection, en 2015.